# Ensoniq
Ensoniq Corp. — американская корпорация, производитель электроники, широко известная в середине 1980-х и 1990-х по её музыкальным инструментам, в основном семплерам и синтезаторам.

## История компании
Компания Ensoniq была основана в 1982 году бывшими инженерами компании MOS Technology Робертом («Боб») Яннесом (дизайнер MOS Technology SID чипа для домашнего компьютера Commodore 64), Брюсом Крокеттом и Альбертом Карпентье. Их первым продуктом была программа моделирования барабанной установки для домашнего компьютера.
В январе 1998 года Ensoniq Corp. была приобретена компанией Creative Technology за 77 миллионов долларов и объединена в подразделение E-MU/Ensoniq. Слияние с E-mu Systems и Creative Technology не привело к возрождению марки: выпустив под брендом Ensoniq нескольких продуктов начального уровня, основанных на технологиях E-MU, Creative Technology в 2002 году окончательно закрыла подразделение E-MU/Ensoniq, прекратив производство и поддержку цифровых музыкальных инструментов.

## Музыкальные инструменты и цифровые системы

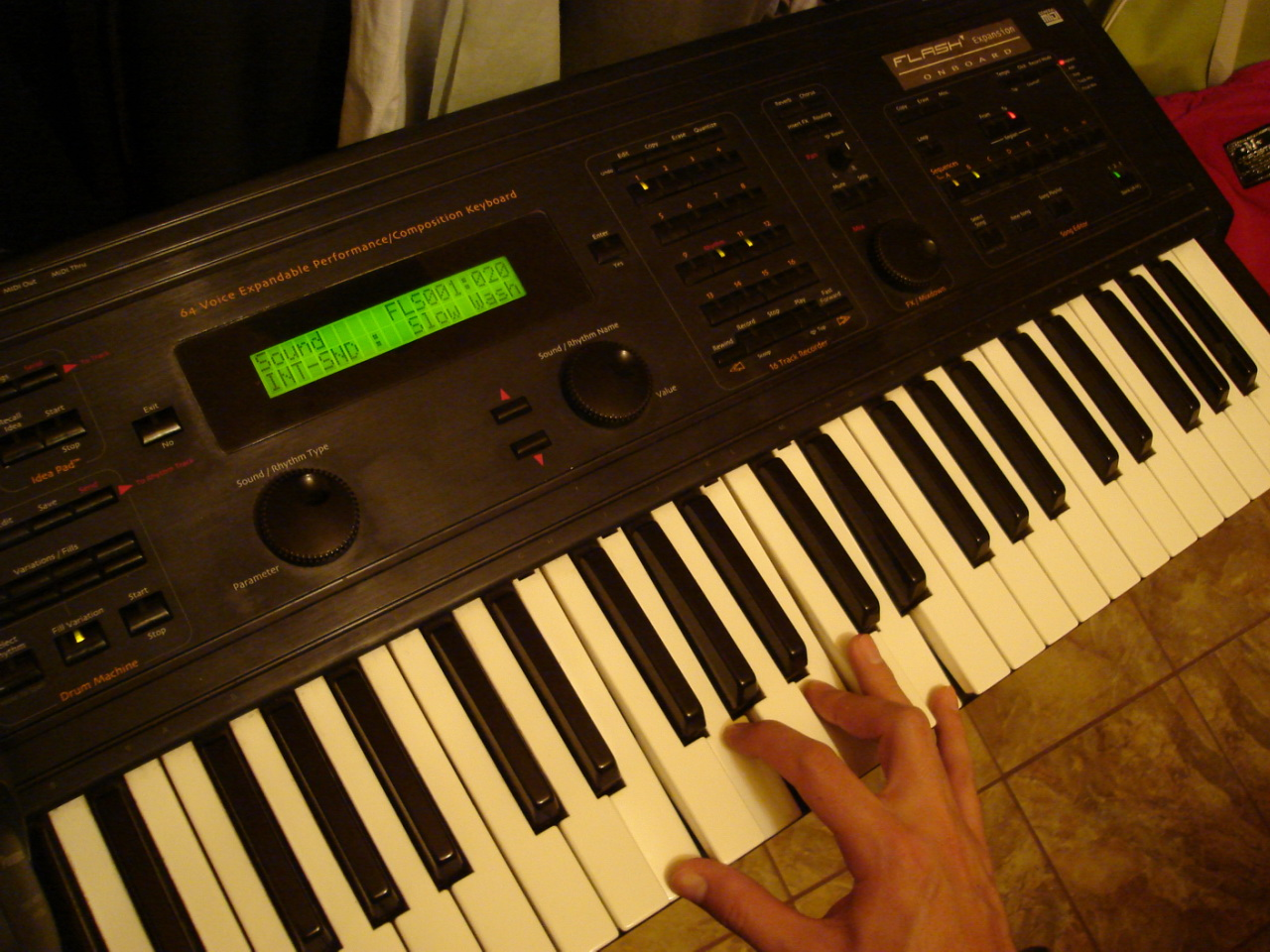
Ensoniq MR-61

Ensoniq вступил на рынок инструментов с семплером Ensoniq Mirage в 1985 году. При цене $ 1500, Ensoniq Mirage стоил значительно меньше, чем предыдущие семплеры, такие как Fairlight CMI и E-MU Emulator. Начиная с Ensoniq ESQ-1, они начали производить синтезаторы, основанные на волновых таблицах. После успеха этих продуктов, Ensoniq создала дочернее предприятие в Японии в 1987 году.
Продукция компании Ensoniq отличались высоким профессионализмом. Сильной стороной в продаже были как простота в использовании, так и характеристики «жирного», насыщенного звука. После Ensoniq Mirage, все инструменты Ensoniq имели встроенные секвенсоры (даже семплеры конца 80-х и начале 90-х годов). Предоставление принципа «все-в-одном» и «цифровая студия» составляли основную концепцию инструментов. Это часто называется «Музыкальные Рабочие Станции». Высококачественные модули эффектов были включены в инструмент, наряду с дисками или картами памяти.

### Хронология основных видов продукции
- 1985 год — Ensoniq Mirage
- 1986 год — Ensoniq ESQ-1
- 1986 год — Ensoniq SDP-1
- 1988 год — Ensoniq SQ-80
- 1988 год — Ensoniq EPS
- 1988 год — Ensoniq VFX
- 1989 год — Ensoniq SQ-1
- 1990 год — Ensoniq EPS 16 Plus
- 1990 год — Ensoniq SD-1
- 1991 год — Ensoniq SQ-2
- 1991 год — Ensoniq SQ-R
- 1992 год — Ensoniq KS-32
- 1992 год — Ensoniq ASR-10
- 1993 год — Ensoniq TS 10
- 1993 год — Ensoniq DP/4
- 1995 год — Ensoniq DP/2
- 1996 год — Ensoniq MR61
- 1996 год — Ensoniq KT-76
- 1997 год — Ensoniq ASR X
- 1997 год — Ensoniq E Prime
- 1998 год — Ensoniq Fizmo
- 1998 год — Ensoniq ZR-76
- 1998 год — Ensoniq ASR X Pro
- 1998 год — Ensoniq PARIS Digital Audio Workstation
- 2002 год — Ensoniq Halo (Выпущено компанией Creative Labs, использующей имя Ensoniq)